# 브리타니쿠스 (라신)
브리타니쿠스(Britannicus)는 프랑스의 극작가, 장 라신의 비극적 희곡이다.
도덕적 선택의 이야기로, 1669년에 초연되었으며, 장 라신이 고대 로마사를 묘사한 첫 번째 작품이다. 이 연극의 주제는 로마의 황제 클라우디우스의 아들이자, 황태자인 브리타니쿠스에 관한 이야기다. 그러나 클라우디우스가 小 아그리피나와 결혼하면서, 뒤에 네로로 잘 알려진 그녀의 아들 루치우스를 입양한다. 네로는 브리타니쿠스의 왕위 계승권을 탈권하면서, 의붓 아버지의 죽음 이후 황제가 된다.
라신은 브리타니쿠스의 약혼녀 주니아를 향한 그의 갑작스런 욕망에 의해 밝혀진 것처럼 네로의 본성을 묘사한다. 그는 스스로와 어머니의 지배와 사이에서 갈등하며, 그의 의붓 형제를 살해할 계략을 꾸민다. 네로는 사랑에서의 경쟁보다는 브리타니쿠스에게 압도된 공포로 쫓긴다. 네로의 주니아를 향한 그의 욕망은 어린 여성과 그녀가 아끼는 모든 것에 향한 사디즘의 징조가 드러난다. 아그리피나는 소유욕이 강한 어머니로, 아들과 황제를 통제하는 것을 잃었다는 것을 받아들이지 않다고 묘사된다. 비록 브리타니쿠스의 이름이 제목으로 붙여졌으나, 그는 아그리피나와 네로의 성격에 비해서 좀 더 조역에 머물러 있다.
이 희곡의 성공은 느리게 찾아왔지만, 라신의 작품 중에서 브리타니쿠스는 코메디 프랑세즈의 공연 목록 중에서 안드로마크의 뒤를 이어 두 번째이며, 대학에서 많이 연구된다.

## 위키 자료
- (프랑스어) 브리타니쿠스의 대본